# Renaissance (album Beyoncé)
Renaissance – siódmy album studyjny amerykańskiej piosenkarki Beyoncé, wydany 29 lipca 2022 wspólnym nakładem wytwórni Columbia i Parkwood. Album został zapowiedziany 16 czerwca 2022, zaś 20 czerwca wydano pierwszy singiel promocyjny pt. „Break My Soul”. Dodatkowo krążek promowany był singlami „Cuff It” , „America Has a Problem” oraz „Virgo’s Groove”.
Album zadebiutował na szczycie amerykańskiej listy przebojów Billboard 200, a każdy z jego utworów znalazł się w zestawieniu Hot 100, na czele z piosenką „Break My Soul”, która zajęła pierwsze miejsce. Krążek zdobył uznanie komercyjne oraz krytyczne i został zawarty na pierwszym miejscu list najlepszych albumów w 2022 roku m.in. według magazynów: Billboard, The Guardian, The Hollywood Reporter, People oraz Rolling Stone. Beyoncé otrzymała osiem nominacji do nagrody Grammy za pracę nad albumem, a sam krążek otrzymał nominację w kategorii Album roku oraz statuetkę za najlepszy album Dance/Electronic.

## Koncepcja i nagrywanie
Album nagrywany był w latach 2020–2021, czyli okresie trwania globalnej pandemii COVID-19, która według Beyoncé miała wpływ na jej osobę i twórczość. Beyoncé szukała inspiracji w muzyce tanecznej i kulturze klubowej po latach 70., której uczestnikiem był jej wujek Jonny, który zmarł z powodu epidemii AIDS (bezpośrednie nawiązanie do jego osoby pojawia się w utworze „Heated”). Dodatkowo wokalistka chciała, aby album był celebracją niedocenianych pionierów muzyki tanecznej, których wkład nie został doceniony globalnie.
Głównymi nurtami gatunkowymi albumu są: house, disco, pop i R&B; a krytycy dodatkowo zauważyli wpływy muzyki: hip hop, trap, funk, gospel oraz synth pop. Utwory na krążku są połączone płynnymi przejściami, a niektóre z nich są różnorodne w tempo i linię melodyczną. Warstwa liryczna utworów w albumie opiera się na eskapizmie, pewności siebie, wyrażaniu siebie, hedonizmie i przyjemności.

## Promocja i wydanie
Wstępna promocja albumu rozpoczęła się 7 czerwca 2022, kiedy usunięte zostało zdjęcie profilowe na wszystkich portalach społecznościowych Beyoncé. 16 czerwca wokalistka oficjalnie ogłosiła wydanie siódmego albumu studyjnego pt. Renaissance – act 1. Dzień później została wydana lipcowa edycja brytyjskiej wersji magazynu Vogue, w której znalazł się wywiad Beyoncé oraz fotografie z sesji zdjęciowej. Pierwszy singiel promocyjny albumu „Break My Soul” został wydany 20 czerwca 2022 i w pierwszym tygodniu zadebiutował na 15. miejscu listy Billboard Hot 100 oraz zajął szczyt listy Digital Songs.
Album został oficjalnie opublikowany 29 lipca 2022 nakładem wytwórni Columbia. 28 września 2022 utwór „Cuff It” został udostępniony do stacji radiowych, jako drugi singiel promocyjny albumu. Wówczas singlem miała zostać również piosenka „Church Girl”, jednak zrezygnowano z tego pomysłu. 10 maja 2023 Beyoncé wyruszyła w trasę Renaissance World Tour. 19 maja 2023 opublikowana została druga wersja utworu „America Has a Problem”, na którym gościnie zaśpiewał amerykański rapper Kendrick Lamar; utwór stał się jednocześnie trzecim singlem promocyjnym. 2 czerwca 2023 czwartym singlem promocyjnym została piosenka „Virgo’s Groove”.

## Odbiór

### Recenzje krytyków
Album Renaissance otrzymał bardzo pozytywne recenzje krytyków. Do najbardziej chwalonych aspektów albumu należy: spójność produkcyjna, wokale, radosna aranżacja oraz celebracja czarnej muzyki tanecznej po latach 70.; zaś do negatywnych – ciężkość w porównaniu do innych tanecznych krążków. Robert Christgau nazwał Renaissance „albumem roku” i „najlepszym albumem Beyoncé”, nazywając go niekonwencjonalnie politycznym, „erotycznie wyraźnym, kompetentnym i odczuwalnym”. Kyle Denis z magazynu Billboard stwierdził, że album jest najbardziej innowacyjnym i eksperymentalnym krążkiem w karierze piosenkarki. Ann Powers z NPR opisała Renaissance jako „Kaplicę Sykstyńską Beyoncé”. Łukasz Mantiuk w recenzji dla portalu All About Music pochwalił album za produkcje, spójność (przejścia między utworami) oraz wokal piosenkarki; jednocześnie zwrócił uwagę, że jest on zbyt ciężki, jak na album taneczny. Marcus Shorter z Consequence stwierdził, że Renaissance jest „bliski doskonałości".
| Magazyn                | Lista                                 | Pozycja      | Przypis |
| ---------------------- | ------------------------------------- | ------------ | ------- |
| All About Music        | 30 najlepszych albumów 2022 roku      | 2. miejsce   | [ 70 ]  |
| Billboard              | 50 najlepszych albumów 2022 roku      | 2. miejsce   | [ 71 ]  |
| Entertainment Weekly   | 10 najlepszych albumów 2022 roku      | 1. miejsce   | [ 72 ]  |
| The Guardian           | 50 najlepszych albumów 2022 roku      | 1. miejsce   | [ 73 ]  |
| The Hollywood Reporter | 10 najlepszych albumów 2022 roku      | 1. miejsce   | [ 74 ]  |
| Los Angeles Times      | 20 najlepszych albumów 2022 roku      | 1. miejsce   | [ 75 ]  |
| NME                    | 50 najlepszych albumów 2022 roku      | 3. miejsce   | [ 76 ]  |
| NPR                    | Najlepsze albumy 2022 roku            | 1. miejsce   | [ 67 ]  |
| People                 | 10 najlepszych albumów roku           | 1. miejsce   | [ 77 ]  |
| Pitchfork              | 50 najlepszych albumów 2022 roku      | 1. miejsce   | [ 78 ]  |
| Rolling Stone          | 100 najlepszych albumów 2022 roku     | 1. miejsce   | [ 79 ]  |
| Rolling Stone          | 500 najlepszych albumów wszech czasów | 71. miejsce  | [ 80 ]  |
| USA Today              | 10 najlepszych albumów roku           | 4. miejsce   | [ 81 ]  |
| Vouge                  | 10 najlepszych albumów roku           | Uwzględniony | [ 82 ]  |

### Nagrody i nominacje
| Rok  | Nagroda                  | Kategoria                        | Rezultat  | Przypisy |
| ---- | ------------------------ | -------------------------------- | --------- | -------- |
| 2022 | American Music Awards    | Ulubiony album pop/rock          | Nominacja | [ 83 ]   |
| 2022 | American Music Awards    | Ulubiony album soul/R&B          | Wygrana   | [ 83 ]   |
| 2022 | Danish Music Awards      | Najlepszy album międzynarodowy   | Nominacja | [ 84 ]   |
| 2022 | Soul Train Music Awards  | Najlepszy album roku             | Wygrana   | [ 85 ]   |
| 2023 | BET Awards               | Album roku                       | Wygrana   | [ 86 ]   |
| 2023 | Grammy Awards            | Album roku                       | Nominacja | [ 87 ]   |
| 2023 | Grammy Awards            | Najlepszy album Dance/Electronic | Wygrana   | [ 87 ]   |
| 2023 | iHeartRadio Music Awards | Album roku R&B                   | Wygrana   | [ 88 ]   |
| 2023 | NAACP Image Awards       | Wybitny album                    | Wygrana   | [ 89 ]   |

## Sukces komercyjny

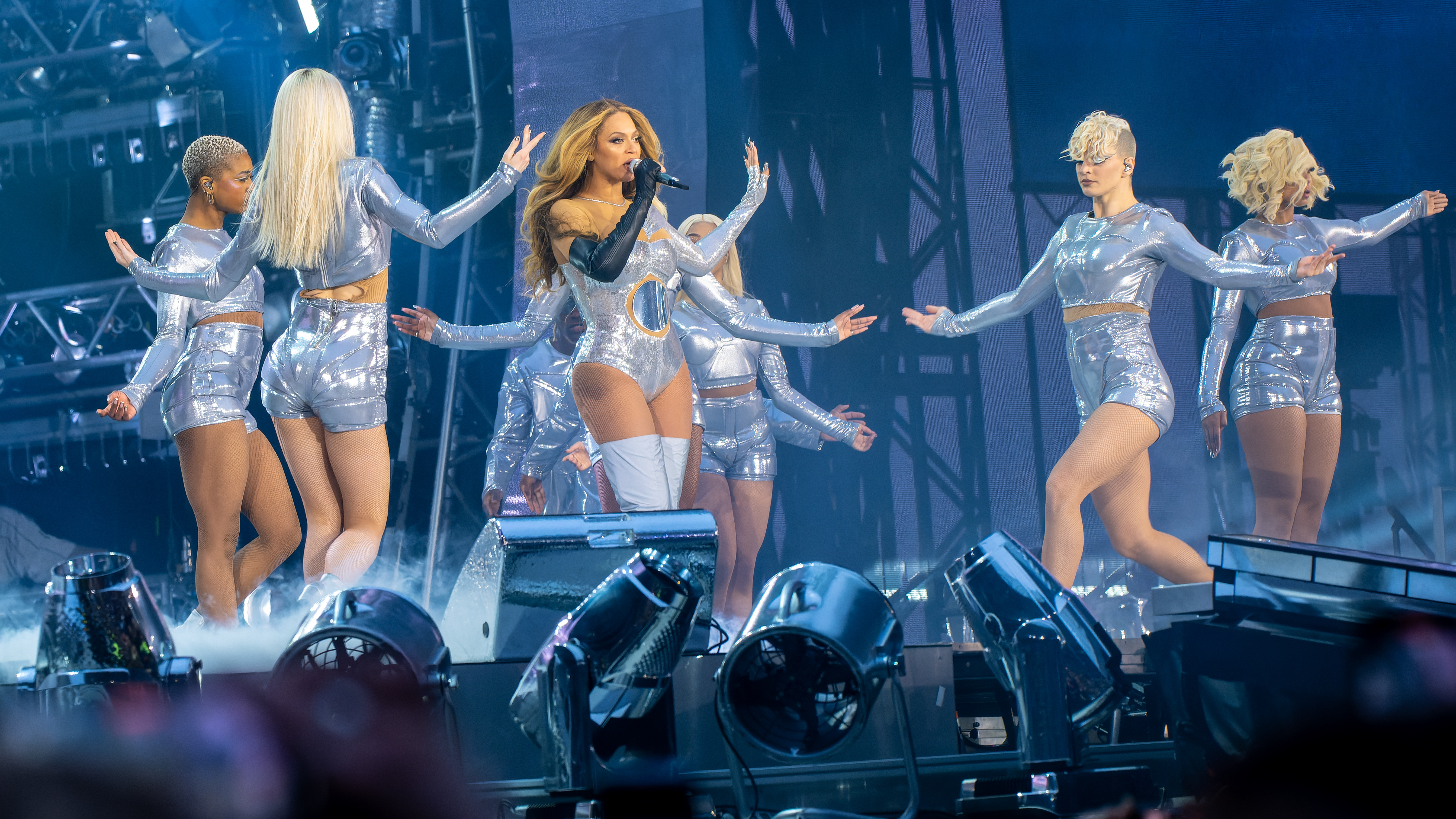
Beyoncé podczas Renaissance World Tour

Magazyn The New York Times stwierdził, że album Renaissance osiągnął sukces komercyjny. Po wydaniu albumu Beyoncé stała się pierwszą artystką w historii, która jednocześnie znalazła się na pierwszym miejscu na dwudziestu trzech lub większej liczby list magazynu Billboard. W Stanach Zjednoczonych Renaissance zadebiutował na pierwszym miejscu listy Billboard 200, a wszystkie z jego piosenek znalazły się na liście Billboard Hot 100. Renaissance spędził razem 14 kolejnych tygodni w pierwszej dziesiątce Billboard 200. Album znalazł się na pierwszym miejscu w większości notowanych krajów m.in.: Wielkiej Brytanii, Australii, Belgii, Irlandii oraz Szwecji.

## Lista utworów
| Nr  | Tytuł utworu                           | Autorzy | Produkcja                                                                                 | Długość |
| --- | -------------------------------------- | --- | ----------------------------------------------------------------------------------------- | ------- |
| 1.  | „I'm That Girl”                        | Beyoncé, The-Dream, Kelman Duran, Mike Dean, Tommy Wright III, Princess Loko, Mac-T Dog | Beyoncé, Duran, Mike Dean, Symbolyc One, Jameil Aossey, Stuart White                      | 3:28    |
| 2.  | „Cozy”                                 | Beyoncé, Nija, Mike Dean, Dave Giles II, The-Dream, Green Velvet, Luke Solomon, Honey Dijon, Chris Penny | Beyoncé, Honey Dijon, Chris Penny, Solomon, Dean                                          | 3:30    |
| 3.  | „Alien Superstar”                      | Beyoncé, Honey Dijon, Christopher Lawrence Penny, Luke Francis, Matthew Solomon, Mike Dean, Blu June, Brittany Coney, Jay-Z, Lucky Daye, David Hamelin, Labrinth, 070 Shake, Rami, Leven Kali, Honey Dijon, Chris Penny | Beyoncé, Honey Dijon, Penny, Solomon, The-Dream, Dean, Nova Wav, Kali                     | 3:35    |
| 4.  | „Cuff It”                              | Nile Rodgers, Blu June, Beyoncé, Raphael Saadiq, Brittany Coney, The-Dream, Morten “Rissi” Ristorp, Allen McGrier, Teena Marie, Nova Wav                                                                                | Beyoncé, Nova Wav, Rissi, Saadiq, The-Dream                                               | 3:45    |
| 5.  | „Energy” (featuring Beam)              | Beyoncé, Beam, Chad Hugo, Pharrell Williams, Skrillex, Al Cres, Jordan Douglas, Tizita Makuria, Blu June, Brittany Coney, The-Dream, Teena Marie, Allen McGrier                                                         | Beyoncé, Beam, Skrillex, Al Cres, Nova Wav                                                | 1:56    |
| 6.  | „Break My Soul”                        | Tricky Stewart, Big Freedia, BlaqNmilD, Fred McFarlane, Allen George, Jay-Z, The-Dream, Beyoncé | Beyoncé, The-Dream, Tricky Stewart, Isak Swing                                            | 4:38    |
| 7.  | „Church Girl”                          | Beyoncé, The-Dream, No I.D., Twinkie Clark, DJ Jimi, Derrick Robert Ordogne, James Brown, Orville "Bugs Can Can" Hall, Phil "Triggaman" Price, Ralph MacDonald, William Salter                                          | Beyoncé, No I.D., The-Dream, White                                                        | 3:44    |
| 8.  | „Plastic off the Sofa”                 | Nick Green, Syd, Sabrina Claudio, Beyoncé | Beyoncé, Syd, Kali                                                                        | 4:14    |
| 9.  | „Virgo’s Groove”                       | Beyoncé, Leven Kali, Daniel Memmi, Dustin "Dab" Bowie, DIXSON, Jozzy, Corporal, Blu June, Brittany Coney | Beyoncé, Kali, The-Dream                                                                  | 6:08    |
| 10. | „Move” (featurning Grace Jones i Tems) | Beyoncé, P2J, Ari PenSmith, Blu June, Brittany Coney, Ronald Banful, Tems, Grace Jones, Guilty Beatz | Beyoncé, P2J, Guilty, Beatz, MeLo-X, The-Dream, White                                     | 3:23    |
| 11. | „Heated”                               | Beyoncé, Sevn Thomas, Neenyo, Jahaan Sweet, Boi-1da, Calev, Drake | Beyoncé, Neenyo, Sevn Thomas, Sweet, Boi-1da, Cadenza, Calev, Duran, White, Harry Edwards | 4:20    |
| 12. | „Thique”                               | Cherdericka Nichols, Bah, LilJuMadeDaBeat, Ink, Hit-Boy, The-Dream, Beyoncé | Beyoncé, Hit-Boy, LilJuMadeDaBeat, White, Ink                                             | 4:04    |
| 13. | „All Up in Your Mind”                  | Beyoncé, BAH, Cherdericka Nichols, Mike Dean, BloodPop, A.G. Cook, S1 | Beyoncé, BAH, BloodPop, A.G. Cook, Dean, Symbolyc One, Aossey, The-Dream                  | 2:49    |
| 14. | „America Has a Problem”                | Beyoncé, The-Dream, Mike Dean, Jay-Z, Kilo Ali | Beyoncé, The-Dream, Dean                                                                  | 3:18    |
| 15. | „Pure/Honey”                           | Andrew Richard, Michael D. Cox, Vejai Marcel Alston, Jerel Black, Moi Renee, Brittany Coney, The-Dream, Blu June, Michael Pollack, Darius Dixson, Raphael Saadiq, BloodPop, Beyoncé, Kevin Jz Prodigy, Kevin Aviance    | Beyoncé, BloodPop, Nova Wav, Saadiq, The-Dream, White, Dean                               | 4:48    |
| 16. | „Summer Renaissance”                   | Beyoncé, Leven Kali, Blu June, Mike Dean, Brittany Coney, The-Dream, Levar Coppin, Ink, Sal Dali, Ricky Lawson, Donna Summer, Giorgio Moroder, Pete Bellotte                                                            | Beyoncé, Nova Wav, Dean, The-Dream, Kali, Sol Was                                         | 4:34    |
|     |                                        | |                                                                                           | 1:02:14 |

## Notowania
| Lista przebojów (2022)              | Najwyższa pozycja |
| ----------------------------------- | ----------------- |
| Australia (ARIA Charts)             | 1                 |
| Austria (Ö3 Austria Top 40)         | 2                 |
| Belgia (Ultratop Flandria)          | 1                 |
| Belgia (Ultratop Walonia)           | 1                 |
| Czechy (ČNS IFPI)                   | 4                 |
| Dania (Album Top-40)                | 1                 |
| Finlandia (Suomen virallinen lista) | 3                 |
| Francja (SNEP)                      | 1                 |
| Hiszpania (PROMUSICAE)              | 3                 |
| Holandia (MegaCharts)               | 1                 |
| Irlandia (IRMA)                     | 1                 |
| Islandia (Plötutíðindi)             | 2                 |
| Kanada (Billboard Canadian Albums)  | 1                 |
| Litwa (Albumų Top 100)              | 2                 |
| Niemcy (Media Control Charts)       | 2                 |
| Norwegia (VG-Lista)                 | 3                 |
| Nowa Zelandia (Recorded Music NZ)   | 1                 |
| Polska (OLiS)                       | 3                 |
| Portugalia (AFP)                    | 2                 |
| Słowacja (ČNS IFPI)                 | 4                 |
| Stany Zjednoczone (Billboard 200)   | 1                 |
| Szwajcaria (Alben Top 100)          | 3                 |
| Szwecja (Sverigetopplistan)         | 1                 |
| Węgry (MAHASZ)                      | 13                |
| Wielka Brytania (OCC)               | 1                 |
| Włochy (FIMI)                       | 2                 |